# Posillipo

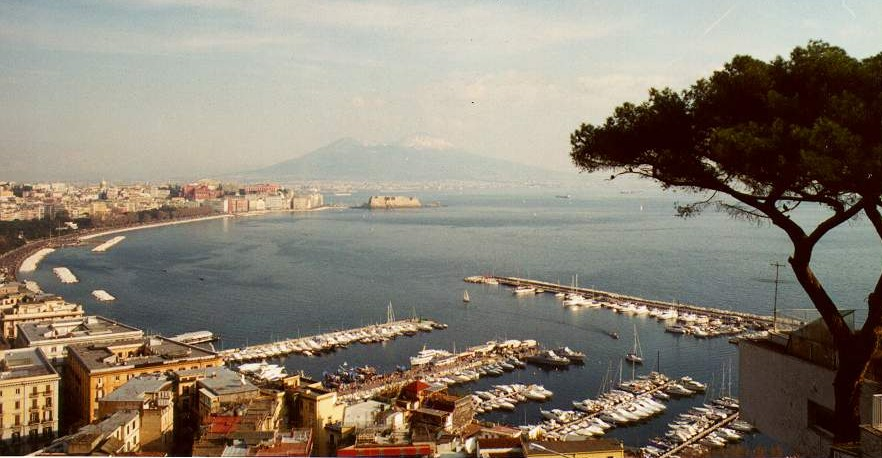
Der Vesuv, vom Posillipo aus gesehen.

Der Posillipo (auch: Posilipo) ist ein etwa sechs Kilometer langer Höhenzug südwestlich von Neapel, von dem aus man einen eindrucksvollen Blick auf den Golf von Neapel und die Bucht von Pozzuoli hat. Er besteht weitgehend aus Tuffstein. Zu seinen Füßen soll das Grab Vergils liegen.
Der Name Posillipo leitet sich ab vom antiken Pausilypon („schmerzstillend“, „Ende des Leidens“, vergleiche Schloss Sanssouci), einer Villa des reichen Ritters Publius Vedius Pollio zur Zeit des Augustus. Diese gelangte nach seinem Tod im Jahr 15 v. Chr. in den Besitz des Kaisers und gehörte anschließend dessen Nachfolgern mindestens bis Kaiser Hadrian (regierte 117–138 n. Chr.).
Der Berg gibt dem Stadtviertel Posillipo von Neapel den Namen, in dem der italienische Komponist und Pianist Franco Alfano geboren worden ist, der hauptsächlich dadurch bekannt geworden ist, dass er die Oper Turandot von Giacomo Puccini vervollständigt hat. Der Posillipo wird durch die Via di Posillipo erschlossen, die 1812 vom König Murat begonnen und unter den Bourbonen 1823 vollendet. Sie führt zunächst der Küste entlang und steigt dann in die Hügel hinauf und bietet zahlreiche Ausblicke auf den Golf von Neapel und den Vesuv.
Der antike Tunnel Grotta di Pozzuoli durchquert den Hügel.